# Humilladero del Cristo (Ventosa de la Cuesta)
El Humilladero del Cristo (traducció en catalá: Calvari del Crist) -conegut familiarment com a ermita del Cristo o ermita del humilladero del Cristo- es troba al municipi de Ventosa de la Cuesta (Província de Valladolid). Està a la sortida del poble i en la carretera que condueix a Matapozuelos i Valladolid. El caminant que abandoni el lloc seguint aquesta carretera el trobarà a la seva dreta i veurà la seva façana principal mirant el poble.
Un calvari (en castellà: humilladero) és una construcció de caràcter religiós, situada en els camins o cruïlles, sempre propera a la població; en passar pel seu costat el viatger se senyava, resava, s'agenollava o simplement feia una inclinació de cap.

## L'edifici

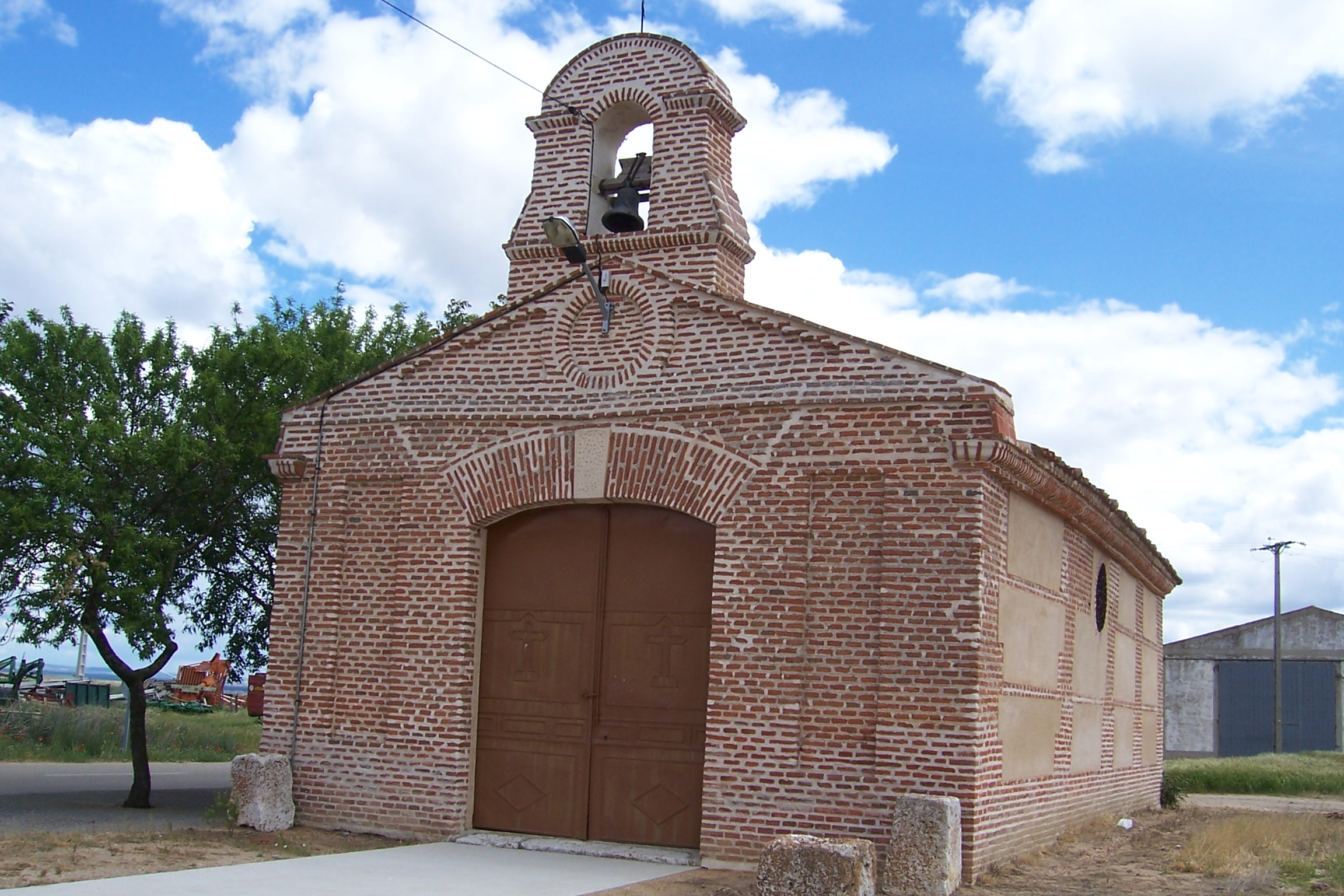
Façana principal del calvari. Porta d'arc escarser, caixes enfondides, frontó i òcul merament decoratiu.

És de planta rectangular amb una única nau. Està construït amb tàpia i maó, amb coberta a tres aigües. En el seu origen es cobria de quatre aiguavessos però es va eliminar la teulada de la façana per elevar el frontó.
La façana principal, -als peus de l'edifici- és tota de maó. En el centre s'obre la gran porta d'accés de doble fulla, rematada amb arc escarser d'ampla rosca i limitada en els seus costats per caixes enfondides. S'acaba amb un frontó en el centre del qual es dibuixa un òcul merament decoratiu. Immediatament després del frontó s'eleva el campanar de cadireta d'un sol buit, on està col·locada la campana. Al mur de l'epístola s'obre un òcul que fa llum a l'interior.
A jutjar per les seves característiques se suposa que és obra del segle xviii.

## L'entorn
L'edifici es conserva força bé però l'entorn fa d'aparcament ocasional per a camions i maquinària agrícola. Poden veure's al voltant grans peanyes de pedra que van sustentar en altres temps un viacrucis la processó del qual es feia des del poble de Ventosa.